# 圣马丹德桑宰
圣马丹德桑宰（法語：Saint-Martin-de-Sanzay，法語發音：[sɛ̃ maʁtɛ̃ də sɑ̃zɛ]）是法國德塞夫勒省的一个市镇，属于布雷叙尔区。

## 地理
圣马丹德桑宰（47°4'52"N, 0°12'3"W）面积24.69 平方千米，位于法国新阿基坦大区德塞夫勒省，该省份为法国西部内陆省份，北起曼恩-卢瓦尔省，西接旺代省，南至夏朗德省和滨海夏朗德省，东临维埃纳省。
与圣马丹德桑宰接壤的市镇（或旧市镇、城区）包括：蒙特勒伊贝莱、昂图瓦涅、勒皮诺特尔达姆、卢济、洛雷达让通。

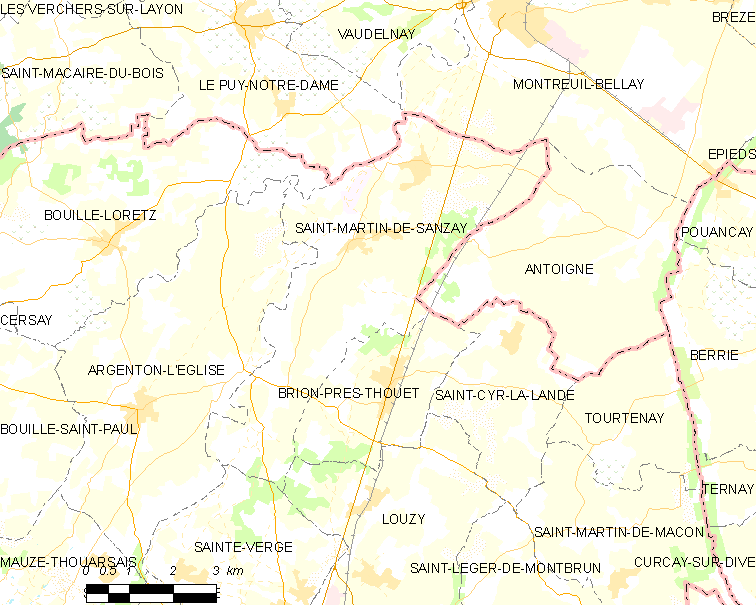
圣马丹德桑宰的OSM定位图

圣马丹德桑宰的时区为UTC+01:00、UTC+02:00（夏令时）。

## 行政
圣马丹德桑宰的邮政编码为79290，INSEE市镇编码为79277。

## 政治
圣马丹德桑宰所属的省级选区为图埃河谷县。

## 人口

1962-2008年间圣马丹德桑宰人口变化图示

圣马丹德桑宰于2022年1月1日时的人口数量为1037人。